# Манастир Винча
Манастир Винча, са последњом црквом посвећеној Успењу Пресвете Богородице, је био манастир Српске православне цркве. Добио је назив по истоименом селу код Београда, у чијој се близини налазио.

## Прошлост
Манастир Винча има два периода свог постојања. Најпре се звао Ваведењски, а након обнове постојао је кратко, тек две деценије као Успенски. Затим је наступио дуг период од скоро три века, од када су ту само рушевине манастирске светиње - манастириште.

### Стари Ваведењски манастир
Код Винче код ушћа Болечке реке у Дунав, се некад налазио православни манастир посвећен Св. Ваведењу Богородице, који је подигао деспот Стеван Лазаревић у своје време. Тај манастир је био на "гласу" у 15. веку и код њега је било некадашње село Оршљан (или Ошљане). По предању банатски манастир Војловица био је (пре обнове 1404. године) метох тог старог манастира у Винчи. Ваведењски манастир се спомиње у турским дефтерима из 1528-1530. године и 1560. године. Те 1560. године у манастиру је само један калуђер Рафаил. Манастир се помиње и 1572. године. У другој половини 16. века манастиром је управљао игуман Василије и тада је манастир познат по преписивачкој делатности. Винчански манастир је опустео први пут 1595. године, да био је обновљен 1611. године од стране патријарха Макарија Соколовића. Тада је игуман био Диомидије, који се помиње у вези једног преписаног Панагирика. По други пут манастир је поново напуштен између 1683-1699. године, када се манастирско братство преселио у фрушкогорски манастир Кувеждин. Цело манастирско здање је до 1700. године сасвим сравњено са земљом.
По ослобођењу Баната и Србије јавила се воља за обновом манастира. Монах Грк Пајсије пореклом са острва Крфа је учинио кораке ка његовом поновном подизању. Пајсије је 1727. године стигао из Кијева у Београд, и са собом донео икону Богородице Владимирске. Такву икону је по хришћанском предању насликао Св. апостол Лука, а њену копију су израдили иконописци Печерског манастира код Кијева.
Године 1724. свештеници Кирил и Рафаил скупљали су по народу прилоге за обнову цркве манастира Винче. Митрополит београдски Мојсеј Петровић је те године, 6. новембра својом руком написао писмо народу у митрополији о њиховој мисији. На месту старог манастира са црквом посвећеном ваведењу Пресвете Богородице, ускоро је (1728) подигнут нови манастир Нова Винча, сада посвећен Успењу Пресвете Богородице (Великој Госпојини). Као датум за свечано полагање иконе Богородице (коју је донео Пајсије) у цркву од дасака, одређен је 2. јул 1729. године.

### Нови Успенски манастир
Обновљени манастир је 1724. године добио свој печат, изгравиран, направљен од месинга. Године 1730. ту су замонашена три калуђера, а 1733. године у братству су била још четири искушеника. Према попису обављеном 29. августа 1733. године од стране егзарха Максима, манастир код Винче је био са седам калуђера (и искушеника), и по томе био најбројнији од свих 13 манастира у Београдској епархији. Братство манастирско су чинили тада: Пајсије Грк, јерођакон Јелинацки (из Пољске), калуђер Кирил (из Албаније), Стефан (из Букурешта), јерођакон Спиридон и монаси: Георгије и Симеон. У манастиру Бездину се чува бакрорез иконе са представом Св. Тројице донет из манастира Винче, који је 1734. године урађен трошком Хаџи Гаврила Рајковића. На црквено-народном сабору у Карловцима одржаном 1735. године учествовао је и игуман Винче, Пајсије. Манастир је имао своју слуге и најамнике који су радили на имању и бавили се стоком, виноградарством, пчеларством и риболовом на Дунаву.
Манастирски комплекс чини ли су тридесетих година 18. века економски објекти: стари бунар, трпезарија, кухиња, штале, подрум, мешаоница и пчелар. Поред мале дрвене богомоље и нове звонаре почела је изградња нове цркве од тесаног камена и опеке (завршена 1733).
За време аустријско-турског рата 1737-1739. године избројани су последњи дани манастира Винче. Године 1739. братство са "једном кочијом и три коња натовареном најважнијим (одежде, књиге, бројне реликвије попут Богородице Винчанске, старим звоном и другим) трајно су напустили обитавалиште. Предахнули бежећи преко Дунава у оближњем манастиру Војловици, затим наставили до Сланкамена и Кањиже, да би се трајно настанили у банатском манастиру Бездину код Арада. Монашка братства Винче и Бездина су се спојила, под управом игумана (дотад винчанског) Теодосија Веселиновића. Чудотворна исцељујућа икона Богородица Владимирска, прозвана Винчанска са се почела називати Бездинском. Нашла је своје место на Богородичиним трону манастирског храма Бездина.
Манастирско здање у Винчи је опет (по трећи пут) до темеља разрушено од стране Турака током 1740. године. Рушевине манастирске су код старог гробља у Винчи, на потесу "Ђакова страна". Сачувало се из порушеног винчанског манастира (нађено у темељима) само: ручна кадионица из 1594. године, аер и неколико крстова.

### Манастирска школа
Манастир Винча је за време Аустријске управе у Србији (1717-1739) имао српску основну школу. У њој је децу 1729. године учио "даскал" (учитељ) Сергије. Тај учитељ се обучавао у Новом Саду и Београду - код даскала Стевана. Године 1733. манастирска школа је изгледала: Ћелија у којој се осморо деце обучавало саграђена је од дрвета, дувари су јој оплетени шибљем па равно блатом облепљени и обељени. Један прозор и тај хартијом залепљен, и у њој не беше ништа друго до један кревет, на њему једно ћебе и јастук. Ученици су морали или стојати или седети на поду док је учитељ Георгије седео на постељи.